# Alosa pseudoharengus
Alosa pseudoharengus е вид лъчеперка от семейство Селдови (Clupeidae). Видът е незастрашен от изчезване.

## Разпространение и местообитание
Разпространен е в Канада и САЩ.
Среща се на дълбочина от 0,3 до 145 m, при температура на водата от -0,1 до 22 °C и соленост 30,2 – 36 ‰.

## Описание
На дължина достигат до 40 cm, а теглото им е максимум 200 g.
Продължителността им на живот е около 9 години.